# Cystangium idahoensis
Cystangium idahoensis är en svampart som först beskrevs av Singer & A.H. Sm., och fick sitt nu gällande namn av Trappe, T. Lebel & Castellano 2002. Cystangium idahoensis ingår i släktet Cystangium och familjen kremlor och riskor.   Inga underarter finns listade i Catalogue of Life.